# Várkonyi István (politikus, 1946)
Várkonyi István (Tokaj, 1946. november 9. –) magyar tanár, politikus, országgyűlési képviselő.

## Életpályája

### Iskolái
Az általános és középiskolai tanulmányait Tokajban végezte el; 1965-ben érettségizett a Tokaji Ferenc Gimnáziumban. 1966–1970 között a Nyíregyházi Tanárképző Főiskola matematika-műszaki ismeretek szakán tanult. 1988–1990 között elvégezte a József Attila Tudományegyetem Bölcsészettudományi Karának pedagógia szakát is.

### Pályafutása
1965–1966 között betanított munkás volt a helyi Fémipari Szövetkezetben. 1970–1975 között a nyíregyházi 107. sz. Ipari Szakmunkásképző Intézet tanára volt. 1975–1978 között a Bessenyei György Tanárképző Főiskola tanulmányi osztályának vezető helyettese volt. 1978–1979 között a Szabolcs-Szatmár megyei technika szakfelügyelője és természettudományi tanulmányi felügyelője volt. 1979–1994 között a tiszavasvári 115. sz. Ipari Szakközépiskola és Szakmunkásképző Intézet igazgatója volt. 1988-ban felmentették, de 1989-ben visszahelyezték állásába. 1988–1989 között a Büdszentmihály című havilap szerkesztőjeként tevékenykedett. 1994–2006 között a Nyíregyházi Regionális Munkaerő-fejlesztő és Képző Központ (Nyíregyházi Átképző Központ) igazgatója volt.

### Politikai pályafutása
1973–1989 között az MSZMP tagja volt. 1984–1990 között a Hazafias Népfront m. bizottságában dolgozott. 1989-től az MDF tagja, a tiszavasvári szervezet elnöke és az országos választmány tagja. 1990–1994 között országgyűlési képviselő (Tiszavasvári) volt. 1992–1994 között az Oktatási, ifjúsági és sportbizottság alelnöke volt. 1994-ben, 1998-ban, 2002-ben és 2006-ban országgyűlési képviselőjelölt volt. 1998–2002 között Tiszavasváriban önkormányzati képviselő volt; az ügyrendi bizottság tagja, valamint az oktatási, kulturális, egyházügyi és kisebbségi bizottság elnöke volt. 2002-ben polgármesterjelölt volt. 2002–2006 között is önkormányzati képviselő; az ügyrendi, és a munkaügyi és gazdasági bizottság tagja volt. 2003–2006 között az MDF Szabolcs-Szatmár-Bereg megyei elnöke volt. 2004-ben európai parlamenti képviselőjelölt volt.

## Családja
Szülei Várkonyi István és Kántor Jolán voltak. 1981-ben házasságot kötött Kerekes Judittal. Három gyermeke született: Hajnalka (1968–), István (1974–) és Loránd (1985–).

## Díjai
- Kiváló Munkáért kitüntetés (1984)